# クリノガウディー
クリノガウディー（英:Kurino Gaudi、2016年3月17日 - ）は、日本の競走馬である。
2018年の朝日杯フューチュリティステークスで2着。第50回高松宮記念（GI）では1位入線を果たしながら斜行により4位降着となるなどとなったため、メディア各所で「幻のGI馬」と呼ばれた。
馬名の由来は、「冠名 + 人名」。

## 経歴

### デビュー前
母クリノビリオネアは、2008年デビューの競走馬で、1000万円以下を勝利するなど18戦3勝。競走馬登録を抹消したのち2012年、デュランダルが配合された初仔を出産（クリノスーアンコー）。以降3年で2頭が競走馬として登録され、5年目の種付けではスクリーンヒーローが選ばれた。2016年3月17日、クリノビリオネアの2016（後のクリノガウディー）が誕生する。
栗本博晴が所有し、栗東トレーニングセンターの藤沢則雄厩舎に預けられた。

### 競走馬時代
2018年10月8日、京都競馬場の新馬戦（芝1800メートル）に森裕太朗を鞍上にデビュー、単勝オッズ26.5倍の6番人気に推されての出走で、ミッキーバディーラに0.2秒離して勝利、新馬勝ちを果たした。続いて、東京スポーツ杯2歳ステークス（GIII）で重賞に初めて出走し7着敗退。朝日杯フューチュリティステークスでは、GI初出走を果たし、単勝オッズ77.4倍の9番人気という伏兵評価ながら、最後の直線にて馬場の内側から伸びてアドマイヤマーズに0.3秒差の2着と健闘した。騎乗した藤岡佑介は「少しハミをかむところがあった。それがなければ差を詰めることができた」と回顧している。GIでの2着により賞金を加算したため、皐月賞、NHKマイルカップと3歳春のGIに参戦することができたが、どちらも支持を集められず、単勝二桁人気の身で出走し、人気通り下位着順となった。
間隔を空け夏となり、サマーマイルシリーズの第1戦、中京記念（GIII）で復帰、単勝オッズ14.5倍の6番人気に推された。鞍上には新馬戦勝利に導いた森裕太朗が起用され、これがJRA重賞初騎乗となった。中団の位置取りから進出を試み、最後の直線では抜け出していた1番人気、プリモシーン、同じ3歳の牡馬グルーヴィットと外から詰め寄った。プリモシーンをかわし、グルーヴィットと並んだところが決勝線、同じ走破時計での入線であった。写真判定の末、ハナ差グルーヴィットに及ばない2着で勝利を逃した。森は「いつもより折り合いがついて、ためる競馬もできた。」と語っている。以降、3歳ではマイルチャンピオンシップ（GI）などマイル重賞に参戦するものの、上位入線を果たせなかった。
2020年、4歳となった初戦は、2月の東京新聞杯（GIII）を選択し、横山典弘に乗り替わり参戦。良いスタートから馬場の内側4番手に構え、最後の直線でも内ラチ（柵）沿いから押し切ろうとした。しかし、ゴール寸前で4番人気プリモシーン、6番人気シャドウディーヴァの伸びに屈し0.1秒離された3着となった。藤沢則雄は、一瞬「勝った」と思うくらいの内容であったという。
その後、高松宮記念の優先出走権を獲得できるトライアル競走、阪急杯（GIII）で初めて1400メートル戦に出走するものの敗退。引き続き、高松宮記念に出馬登録を行った。優先出走権が獲得できず、加えて獲得賞金が足りなかったことから除外対象で出走が危ぶまれた。しかし、ミスターメロディなど複数頭が回避し繰り上げ、5回目のGI出走を果たす。和田竜二と初めてコンビを組み、出走18頭中15番目の単勝人気で出走。スタートから逃げるモズスーパーフレア、セイウンコウセイに次ぐ好位を獲得、そのままの位置を保ちつつ、最後の直線に進入すると馬場の真ん中から抜け出し、残り200メートル地点でセイウンコウセイをかわし2番手に浮上。モズスーパーフレアとの競り合いになろうとしたところ、突然左側（内側）に斜行してしまう。その内側で伸びていたダイアトニックの進路を塞ぎ、モズスーパーフレアにも接触。外から伸びてくるグランアレグリアを退けるなどしながらも、競り合いを制して先頭で入線、新馬戦以来の1位入線を果たした。デビュー戦以来の2勝目となりかけたが、斜行による妨害が認められて4着降着となった。(競走前の状況、降着事象についての詳細は第50回高松宮記念を参照)
間隔を空け、夏のCBC賞（GIII）で復帰。1勝馬にもかかわらず、GI1位入線を評価されレッドアンシェルなど重賞優勝馬よりも大きい負担重量が課されて出走。単勝1番人気に推されたが、16頭中12着となった。続く関屋記念では2・3番手追走も直線で失速し18着と殿負けに終わると、セントウルステークスでは後方からレースを進めたが7着に敗れる。スプリンターズステークスと阪神カップでは5着に入った。
2021年は1月31日のシルクロードステークスから始動。2番手でレースを進めるも一杯になり16着に敗れると、2月28日の阪急杯では9着に終わる。初のダート戦となった名鉄杯ではブービーの15着であったが、5月9日中京メインの鞍馬ステークス (芝1200mのリステッド競走 (L)) を2番人気で、新馬戦以来2年7カ月ぶりとなる2勝目を挙げた。

次走はダービー当日の中京10Rとして行われた安土城ステークス (芝1400m、L) を選択。4コーナー5番手から抜け出して3勝目を挙げた。秋に入り、セントウルステークスでは好位追走からしぶとく脚を伸ばし3着と好走するが、スプリンターズステークスでは中団追走も直線で伸びを欠き8着に敗れる。その後、スワンステークスとマイルチャンピオンシップでは共に二桁着順に終わる。
2022年は2月27日の阪急杯から始動。好位追走も直線で力尽き14着に惨敗すると、続く高松宮記念では見せ場なく16着に沈んだ。その後、屈腱炎を発症し長期の休養に入る。
2024年4月7日の京葉ステークス (ダート1200mのリステッド競走 (L)) で2年ぶりに実戦復帰し最下位14着、続く京王杯スプリングカップでも15着と殿負けを喫した。その後、10月2日付けでJRAの競走馬登録を抹消され、兵庫競馬へ移籍。9歳となった2025年1月に復帰して2戦するが、いずれも大差の殿負けに終わり、同年4月16日付で地方競馬からも登録を抹消され引退した。

## 競走成績
以下の内容は、netkeiba.comの情報に基づく。
| 競走日     | 競馬場 | 競走名                 | 格   | 距離（馬場）  | 頭 数 | 枠 番 | 馬 番 | オッズ （人気） | 着順 | タイム （上がり3F） | 着差 | 騎手        | 斤量 [kg] | 1着馬（2着馬）         | 馬体重 [kg] | 備考     |
| ---------- | ------ | ---------------------- | ---- | ------------- | ----- | ----- | ----- | --------------- | ---- | ------------------- | ---- | ----------- | --------- | ---------------------- | ----------- | -------- |
| 2018.10.08 | 京都   | 2歳新馬                |      | 芝1800m（良） | 12    | 1     | 1     | 026.50（6人）   | 01着 | R1:50.0（34.2）     | -0.2 | 0森裕太朗   | 53        | （ミッキーバディーラ） | 492         |          |
| 0000.11.17 | 東京   | 東スポ杯2歳S           | GIII | 芝1800m（良） | 16    | 5     | 10    | 098.8（12人）   | 07着 | R1:47.1（35.0）     | -0.5 | 0戸崎圭太   | 55        | ニシノデイジー         | 490         |          |
| 0000.12.16 | 阪神   | 朝日杯FS               | GI   | 芝1600m（良） | 15    | 1     | 1     | 077.40（9人）   | 02着 | R1:34.2（34.0）     | -0.3 | 0藤岡佑介   | 55        | アドマイヤマーズ       | 492         |          |
| 2019.03.17 | 中山   | スプリングS            | GII  | 芝1800m（良） | 16    | 1     | 2     | 006.80（4人）   | 06着 | R1:48.2（36.1）     | -0.4 | 0藤岡佑介   | 56        | エメラルファイト       | 494         |          |
| 0000.04.14 | 中山   | 皐月賞                 | GI   | 芝2000m（良） | 18    | 7     | 15    | 240.7（16人）   | 16着 | R2:00.0（36.5）     | -1.9 | 0藤岡佑介   | 57        | サートゥルナーリア     | 488         |          |
| 0000.05.05 | 東京   | NHKマイルC             | GI   | 芝1600m（良） | 18    | 1     | 1     | 087.0（13人）   | 14着 | R1:33.5（35.5）     | -1.1 | 0藤岡佑介   | 57        | アドマイヤマーズ       | 488         |          |
| 0000.07.21 | 中京   | 中京記念               | GIII | 芝1600m（稍） | 16    | 3     | 6     | 014.50（6人）   | 02着 | R1:33.6（34.4）     | -0.0 | 0森裕太朗   | 52        | グルーヴィット         | 480         |          |
| 0000.09.08 | 中山   | 京成杯AH               | GIII | 芝1600m（良） | 16    | 2     | 4     | 004.50（2人）   | 07着 | R1:31.2（34.1）     | -0.9 | 0戸崎圭太   | 54        | トロワゼトワル         | 480         |          |
| 0000.10.19 | 東京   | 富士S                  | GIII | 芝1600m（稍） | 18    | 8     | 17    | 011.70（6人）   | 04着 | R1:33.3（33.3）     | -0.3 | 0戸崎圭太   | 54        | ノームコア             | 484         |          |
| 0000.11.17 | 京都   | マイルCS               | GI   | 芝1600m（良） | 17    | 5     | 9     | 068.4（12人）   | 07着 | R1:33.6（34.4）     | -0.6 | 0藤岡佑介   | 56        | インディチャンプ       | 488         |          |
| 2020.02.09 | 東京   | 東京新聞杯             | GIII | 芝1600m（良） | 16    | 7     | 13    | 008.70（5人）   | 03着 | R1:33.1（33.9）     | -0.1 | 0横山典弘   | 56        | プリモシーン           | 496         |          |
| 0000.03.01 | 阪神   | 阪急杯                 | GIII | 芝1400m（良） | 18    | 3     | 5     | 006.10（3人）   | 07着 | R1:20.7（35.1）     | -0.4 | 0森裕太朗   | 56        | ベストアクター         | 496         |          |
| 0000.03.29 | 中京   | 高松宮記念             | GI   | 芝1200m（重） | 18    | 6     | 11    | 064.6（15人）   | 04着 | R1:08.7（33.8）     | -0.0 | 0和田竜二   | 57        | モズスーパーフレア     | 494         | [ 注 2 ] |
| 0000.07.05 | 阪神   | CBC賞                  | GIII | 芝1200m（稍） | 16    | 4     | 7     | 002.60（1人）   | 12着 | R1:10.0（35.8）     | -1.3 | 0横山典弘   | 58        | ラブカンプー           | 492         |          |
| 0000.08.16 | 新潟   | 関屋記念               | GIII | 芝1600m（良） | 18    | 6     | 11    | 009.30（5人）   | 18着 | R1:36.7（38.3）     | -3.6 | 0横山典弘   | 56        | サトノアーサー         | 492         |          |
| 0000.09.13 | 中京   | セントウルS            | GII  | 芝1200m（良） | 17    | 8     | 15    | 013.70（6人）   | 07着 | R1:08.5（33.5）     | -0.6 | 0森裕太朗   | 56        | ダノンスマッシュ       | 490         |          |
| 0000.10.04 | 中山   | スプリンターズS        | GI   | 芝1200m（良） | 16    | 8     | 15    | 046.10（9人）   | 05着 | R1:09.0（34.6）     | -0.7 | 0三浦皇成   | 57        | グランアレグリア       | 490         |          |
| 0000.12.26 | 阪神   | 阪神C                  | GII  | 芝1400m（良） | 16    | 1     | 1     | 019.90（7人）   | 05着 | R1:20.2（34.3）     | -0.5 | 0幸英明     | 57        | ダノンファンタジー     | 502         |          |
| 2021.01.31 | 中京   | シルクロードS          | GIII | 芝1200m（良） | 18    | 8     | 18    | 013.00（6人）   | 16着 | R1:09.6（35.7）     | -1.3 | 0鮫島克駿   | 58        | シヴァージ             | 502         |          |
| 0000.02.28 | 阪神   | 阪急杯                 | GIII | 芝1400m（良） | 17    | 4     | 7     | 030.70（7人）   | 09着 | R1:20.1（34.5）     | -0.9 | 0岩田望来   | 56        | レシステンシア         | 500         |          |
| 0000.03.27 | 中京   | 名鉄杯                 | OP   | ダ1400m（良） | 16    | 8     | 15    | 004.80（2人）   | 15着 | R1:26.0（40.7）     | -2.7 | 0幸英明     | 57        | ペプチドバンブー       | 496         |          |
| 0000.05.09 | 中京   | 鞍馬S                  | OP   | 芝1200m（良） | 15    | 6     | 10    | 004.30（2人）   | 01着 | R1:07.1（33.3）     | -0.1 | 0岩田康誠   | 56        | （ナランフレグ）       | 490         |          |
| 0000.05.30 | 中京   | 安土城S                | L    | 芝1400m（良） | 18    | 5     | 9     | 005.30（3人）   | 01着 | R1:19.2（34.2）     | -0.1 | 0岩田康誠   | 57.5      | （シヴァージ）         | 488         |          |
| 0000.09.12 | 中京   | セントウルS            | GII  | 芝1200m（良） | 17    | 7     | 14    | 010.30（4人）   | 03着 | R1:07.4（33.8）     | -0.2 | 0岩田康誠   | 56        | レシステンシア         | 488         |          |
| 0000.10.03 | 中山   | スプリンターズS        | GI   | 芝1200m（良） | 16    | 5     | 9     | 015.60（6人）   | 08着 | R1:08.0（33.8）     | -0.9 | 0岩田康誠   | 57        | ピクシーナイト         | 488         |          |
| 0000.10.30 | 阪神   | スワンS                | GII  | 芝1400m（良） | 18    | 5     | 10    | 007.30（4人）   | 15着 | R1:21.8（35.3）     | -1.1 | 0岩田康誠   | 56        | ダノンファンタジー     | 490         |          |
| 0000.11.21 | 阪神   | マイルCS               | GI   | 芝1600m（良） | 16    | 1     | 2     | 175.0（14人）   | 14着 | R1:33.9（34.4）     | -1.3 | 0岩田望来   | 57        | グランアレグリア       | 494         |          |
| 2022.02.27 | 阪神   | 阪急杯                 | GIII | 芝1400m（良） | 14    | 8     | 14    | 016.00（8人）   | 14着 | R1:22.1（34.5）     | -2.2 | 0福永祐一   | 56        | ダイアトニック         | 494         |          |
| 0000.03.27 | 中京   | 高松宮記念             | GI   | 芝1200m（重） | 18    | 6     | 11    | 064.8（12人）   | 16着 | R1:09.2（35.0）     | -0.9 | 0松岡正海   | 57        | ナランフレグ           | 492         |          |
| 2024.04.07 | 中山   | 京葉S                  | L    | ダ1200m（重） | 14    | 6     | 9     | 105.6（12人）   | 14着 | R1:13.1（37.6）     | -3.3 | 0原優介     | 60        | シアージスト           | 510         |          |
| 0000.05.11 | 東京   | 京王杯SC               | GII  | 芝1400m（良） | 15    | 3     | 5     | 275.9（14人）   | 15着 | R1:23.2（36.9）     | -3.5 | 0松岡正海   | 57        | ウインマーベル         | 506         |          |
| 2025.01.29 | 姫路   | 神戸ビーフ特別         | A1A2 | ダ1400m（良） | 10    | 4     | 4     | 010.10（4人）   | 10着 | R1:38.9（46.4）     | -6.0 | 0大山龍太郎 | 57        | スマートラプター       | 521         |          |
| 0000.02.26 | 姫路   | ひょうご雪姫ポーク特別 | A1   | ダ1500m（良） | 8     | 1     | 1     | 140.90（8人）   | 08着 | R1:43.8（43.7）     | -5.2 | 0長尾翼玖   | 57        | スマートラプター       | 510         |          |

- タイム欄のRはレコード勝ちを示す。

## 血統表
| クリノガウディーの血統          | クリノガウディーの血統                                                                              | クリノガウディーの血統                                                                              | （血統表の出典）                                                                                    | （血統表の出典）        |
| 父系                            | ロベルト系                                                                                          | ロベルト系                                                                                          | ロベルト系                                                                                          | [ § 2 ]                 |
| 父 スクリーンヒーロー 2004 栗毛 | 父の父*グラスワンダー 1995 栗毛                                                                     | Silver Hawk                                                                                         | Roberto                                                                                             | Roberto                 |
| 父 スクリーンヒーロー 2004 栗毛 | 父の父*グラスワンダー 1995 栗毛                                                                     | Silver Hawk                                                                                         | Gris Vitesse                                                                                        |                         |
| 父 スクリーンヒーロー 2004 栗毛 | 父の父*グラスワンダー 1995 栗毛                                                                     | Ameriflora                                                                                          | Danzig                                                                                              | Danzig                  |
| 父 スクリーンヒーロー 2004 栗毛 | 父の父*グラスワンダー 1995 栗毛                                                                     | Ameriflora                                                                                          | Graceful Touch                                                                                      |                         |
| 父 スクリーンヒーロー 2004 栗毛 | 父の母ランニングヒロイン 1993 鹿毛                                                                  | *サンデーサイレンス                                                                                 | Halo                                                                                                | Halo                    |
| 父 スクリーンヒーロー 2004 栗毛 | 父の母ランニングヒロイン 1993 鹿毛                                                                  | *サンデーサイレンス                                                                                 | Wishing Well                                                                                        |                         |
| 父 スクリーンヒーロー 2004 栗毛 | 父の母ランニングヒロイン 1993 鹿毛                                                                  | ダイナアクトレス                                                                                    | *ノーザンテースト                                                                                   | *ノーザンテースト       |
| 父 スクリーンヒーロー 2004 栗毛 | 父の母ランニングヒロイン 1993 鹿毛                                                                  | ダイナアクトレス                                                                                    | モデルスポート                                                                                      |                         |
| 母 クリノビリオネア 2006 黒鹿毛 | 母の父*ディアブロ Diablo 1987 黒鹿毛                                                                | Devil's Bag                                                                                         | Halo                                                                                                | Halo                    |
| 母 クリノビリオネア 2006 黒鹿毛 | 母の父*ディアブロ Diablo 1987 黒鹿毛                                                                | Devil's Bag                                                                                         | Ballade                                                                                             |                         |
| 母 クリノビリオネア 2006 黒鹿毛 | 母の父*ディアブロ Diablo 1987 黒鹿毛                                                                | Avilion                                                                                             | Cornish Prince                                                                                      | Cornish Prince          |
| 母 クリノビリオネア 2006 黒鹿毛 | 母の父*ディアブロ Diablo 1987 黒鹿毛                                                                | Avilion                                                                                             | Style and Grace                                                                                     |                         |
| 母 クリノビリオネア 2006 黒鹿毛 | 母の母オプトライアン 1994 鹿毛                                                                      | メジロライアン                                                                                      | アンバーシャダイ                                                                                    | アンバーシャダイ        |
| 母 クリノビリオネア 2006 黒鹿毛 | 母の母オプトライアン 1994 鹿毛                                                                      | メジロライアン                                                                                      | メジロチェイサー                                                                                    |                         |
| 母 クリノビリオネア 2006 黒鹿毛 | 母の母オプトライアン 1994 鹿毛                                                                      | テンザンミズホ                                                                                      | *ノーザンディクテイター                                                                             | *ノーザンディクテイター |
| 母 クリノビリオネア 2006 黒鹿毛 | 母の母オプトライアン 1994 鹿毛                                                                      | テンザンミズホ                                                                                      | サンワベンチヤ                                                                                      |                         |
| 母系(F-No.)                     | 7号族(FN:7-c)                                                                                       | 7号族(FN:7-c)                                                                                       | 7号族(FN:7-c)                                                                                       | [ § 3 ]                 |
| 5代内の近親交配                 | Halo4×4＝12.50%、Hail to Reason5×5×5＝9.38%、Northern Dancer5×5×5＝9.38%、ノーザンテースト4×5=9.38% | Halo4×4＝12.50%、Hail to Reason5×5×5＝9.38%、Northern Dancer5×5×5＝9.38%、ノーザンテースト4×5=9.38% | Halo4×4＝12.50%、Hail to Reason5×5×5＝9.38%、Northern Dancer5×5×5＝9.38%、ノーザンテースト4×5=9.38% | [ § 4 ]                 |
| 出典                            | 1. 2. 3. 4.                                                                                         | 1. 2. 3. 4.                                                                                         | 1. 2. 3. 4.                                                                                         | 1. 2. 3. 4.             |

- 7代母鶴藤の全兄に天皇賞初代勝ち馬のハツピーマイトがいる。
- さらに牝系を遡ると、小岩井農場の基礎輸入牝馬の一頭であるアストニシメントにたどり着く。